# Vastestoflaser

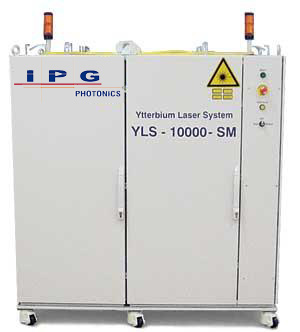
Een glasvezellaser van 10.000 watt single mode

Een vastestoflaser of solid state laser is een laser waarbij het actieve medium een vaste stof is. Dit staat dus in tegenstelling tot een gaslaser of vloeistoflaser.
Voorbeelden van vastestoflasers zijn de Nd:YAG-laser, de glasvezellaser en de diodelaser.